# David Robertson (football, 1968)
Pour les articles homonymes, voir David Robertson et Robertson.
David Robertson (né le 17 octobre 1968 à Aberdeen, Écosse) est un joueur de football international écossais, reconverti comme entraîneur.

## Carrière en club
David Robertson commence sa carrière avec le club de sa ville natale, Aberdeen, avant de s'engager avec les Rangers FC en 1991 lors d'un transfert d'un montant de 970 000 £. Il s'engage six ans plus tard pour jouer en Premier League avec Leeds United, lors d'un transfert d'un montant de 500 000 £.
Mais des blessures à répétition l'empêchent de s'épanouir totalement à Leeds United et il décide en 2001 de prendre sa retraite de joueur professionnel. Toutefois, il rejoue de nouveau de manière professionnelle en 2005, en tant que joueur du club écossais de Montrose, après quatre ans d'arrêt et alors même qu'il a connu deux années comme entraîneur d'Elgin City. Malheureusement, après seulement sept matchs, une blessure à un tendon d'Achille survenue lors d'un match contre Greenock Morton met fin définitivement à sa carrière de joueur.

## Carrière internationale
Durant sa carrière, il connaît trois sélections avec l'Écosse, les deux premières pendant le règne d'Andy Roxburgh et la dernière sous Craig Brown.

### Détail des sélections
| Matches internationaux | Matches internationaux | Matches internationaux              | Matches internationaux | Matches internationaux | Matches internationaux                      | Matches internationaux                       |
|                        | Date                   | Lieu                                | Adversaire             | Résultat               | Compétition                                 | Notes                                        |
| ---------------------- | ---------------------- | ----------------------------------- | ---------------------- | ---------------------- | ------------------------------------------- | -------------------------------------------- |
| 1                      | 19 février 1992        | Hampden Park, Glasgow, Écosse       | Irlande du Nord        | 1-0                    | Match amical                                | Titulaire                                    |
| 2                      | 8 septembre 1993       | Pittodrie Stadium, Aberdeen, Écosse | Suisse                 | 1-1                    | Tour préliminaire de la Coupe du monde 1994 | Titulaire                                    |
| 3                      | 23 mars 1994           | Hampden Park, Glasgow, Écosse       | Pays-Bas               | 0-1                    | Match amical                                | Titulaire et remplacé par John Collins (65e) |

## Carrière d'entraîneur
Robertson a entraîné les clubs écossais d'Elgin City, puis de Montrose, où il venait de signer comme joueur mais où une blessure l'avait empêché de continuer à jouer.
Il réside maintenant aux États-Unis, à Phoenix (Arizona).

## Palmarès
- avec Aberdeen :
  - Coupe d'Écosse : 1 (1990)
  - Coupe de la Ligue écossaise : 1 (1989)
- avec les Rangers FC :
  - Champion d'Écosse : 6 (1991-1992, 1992-1993, 1993-1994, 1994-1995, 1995-1996, 1996-1997)
  - Coupe d'Écosse : 3 (1992, 1993, 1996)
  - Coupe de la Ligue écossaise : 3 (1992, 1993, 1996)